# Francesco Lavorato
Francesco Lavorato (Massa Marittima, 21 gennaio 1969) è un ex pallavolista italiano.
Giocava nel ruolo di centrale.

## Carriera
Esordisce in Serie A2 nelle file dell'Olimpia Bergamo, e solamente un anno dopo viene acquistato da una società di Serie A1, la neopromossa Marconi di Spoleto, dove rimarrà due anni. Dal 1990 al 1993 milita nella Pallavolo Modena, la squadra italiana più vincente di sempre. Successivamente rimane in Emilia nelle file della Zinella Volley Bologna, squadra nella quale rimarrà per ben 5 stagioni. Il XX secolo termina con l'avventura a Ferrara.
Nel 2000 viene acquistato dalla neonata società Trentino Volley, nella quale resterà due anni. Per i trentini verrà ricordato per essere stato il primo capitano nella storia della società. Superata l'avventura trentina scende in A2 per militare nella squadra di Gioia del Colle. Torna in A1 nel 2003 ma lascia la squadra, l'AdriaVolley Trieste, durante il campionato (esattamente il 24 dicembre) per aggregarsi al team di Taviano, e vincere il campionato di Serie A2.
Termina la sua carriera alla fine della stagione 2005-2006, mentre disputava con Molfetta il campionato di B1. Dopo la carriera da pallavolista è diventato direttore commerciale di Limonta Sport SpA, azienda leader nella produzione di erba sintetica.

## Palmarès
- Campionato di A2: 2003